# 波布扎尼
50°0′51″N 24°33′35″E / 50.01417°N 24.55972°E
波布扎尼（烏克蘭語：Побужани），是烏克蘭西部的村莊，隸屬利維夫州的佐洛奇夫區。該村始建於1094年，面積4.44平方公里，海拔高度215米，2001年人口1,040，人口密度每平方公里234.34人。